# Arni (Argowia)
Arni – gmina (niem. Einwohnergemeinde) w Szwajcarii, w kantonie Argowia, w okręgu Bremgarten. 31 grudnia 2014 liczyła 1874 mieszkańców. Leży na wysokości 568 m n.p.m.